# 道路交通標誌

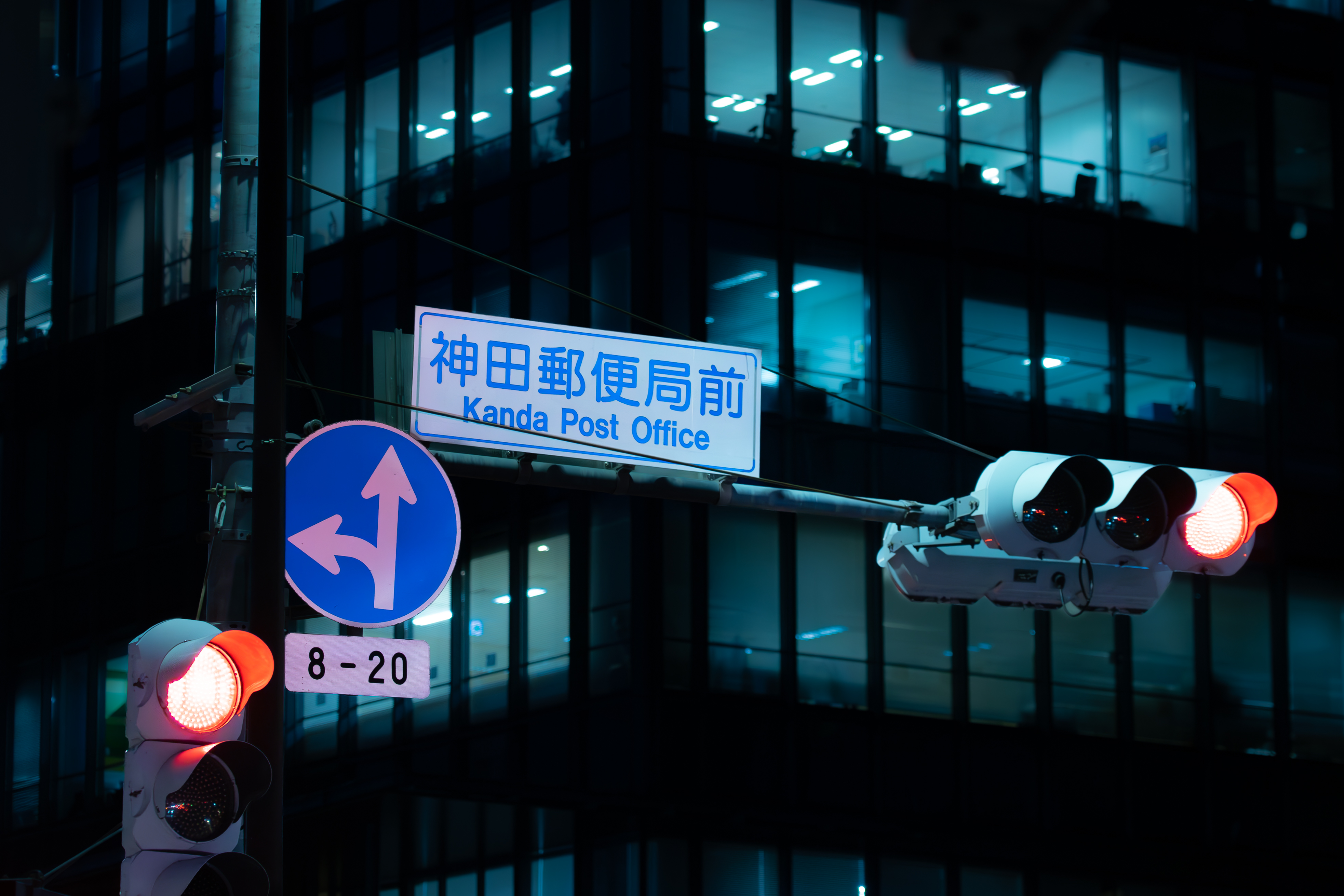
日本東京神田郵政局前路口的路牌，左下圓形交通標誌為「上午8時至下午8時只可直行或轉左」，中間長方形、寫有「神田郵便局前」為「主要地點」路牌。

道路交通標誌是絕大多數國家在道路設置的標誌以警告、禁止、限制、指示道路使用者。起源自歐洲的國際道路交通標誌試圖打破各地語言文字不同造成的隔閡。修訂前的《1968年11月8日道路標誌與號誌公約》附件將道路交通標誌分成七類：
1. 危險警告標誌（設於交岔路口或平交道附近者除外）
2. 管制交岔路口優先通行權之標誌，交岔路口引道上之危險警告標誌及管制狹窄路段優先通行權之標誌
3. 關於平交道之標誌
4. 優先通行權，臨時停車及停車標誌以外之其他禁制標誌
5. 停車標誌以外之指示標誌
6. 臨時停車及停車標誌
7. 附加標牌

各國以不同的方式將道路交通標誌分類。

## 亞洲

### 中國大陸
中华人民共和国国家标准《道路交通标志和标线》（GB 5768-2009）自2009年7月1日起取代GB 5768-1999，是对GB 5768-1999《道路交通标志和标线》的修订，保留了原标准中实践证明适用的部分。适用于公路、城市道路，以及矿区、港区、林区、场（厂）区等道路上设置的标志和标线。该标准分为道路交通标志和道路交通标线两部分。其中道路交通标志自2022年10月1日起实施新发布的标准GB 5768.2-2022以代替GB 5768.2-2009。

#### 道路交通标志分类
道路交通标志分为主标志和辅助标志两大类。
- 主标志
  - 警告标志：警告车辆、行人注意危险地点的标志。警告标志的颜色为黄底、黑边、黑图案；形状为等边三角形，顶角朝上。
  - 禁令标志：禁止或限制车辆、行人交通行为的标志。禁令标志的颜色，除个别标志外，为白底，红圈，红杠，黑图案（图案压杠）；形状为圆形、八角形、顶角向下的等边三角形。
  - 指示标志：指示车辆、行人行进的标志。指示标志的颜色为蓝底、白图案；形状分为圆形、长方形和正方形。
  - 指路标志：传递道路方向、地点、距离信息的标志。指路标志的颜色，一般道路为蓝底白图案，高速公路为绿底白图案；形状，除地点识别标志、里程碑、分合流标志外，为长方形和正方形。标志分为一般道路指路标志和高速公路指路标志两大类。
  - 旅游区标志：提供旅游景点方向、距离的标志。标志的颜色为棕色底白色字符。标志分为指引标志和旅游符号两大类。
  - 道路施工安全标志：通告道路施工区通行的标志。
- 辅助标志

附设在主标志下，起辅助说明作用的标志。辅助标志的颜色为白底、黑字、黑边框；形状为长方形。

### 香港
香港道路標誌，沿襲英國標準。需要用文字時，先用英文，再用中文。1997年7月1日，香港回歸中國，成為中華人民共和國的特別行政區後，仍沿襲舊有標誌風格。

#### 標誌之體形
- 圓形：表示命令。
- 三角形：表示警告
- 長方形標誌：提供指示或資料。
- 少部分不同形狀及顏色：標誌突出，如八角形停車標誌及倒三角形讓路標誌。

#### 交通標誌分類
指令標誌
禁制標誌：通常是紅色邊
強制性標誌：通常藍色底
警告標誌
大部分為三角形
提示標誌
大部分為長方形
道路標記
髹在路面上

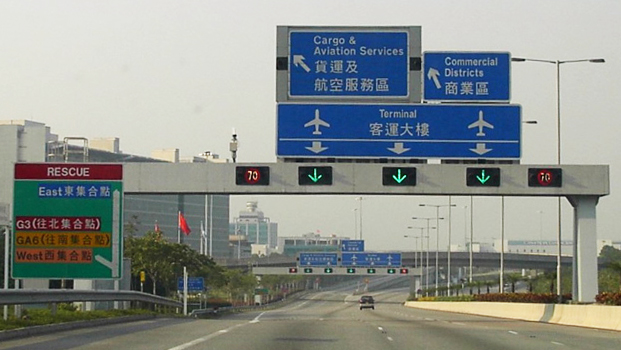
香港機場路的路標
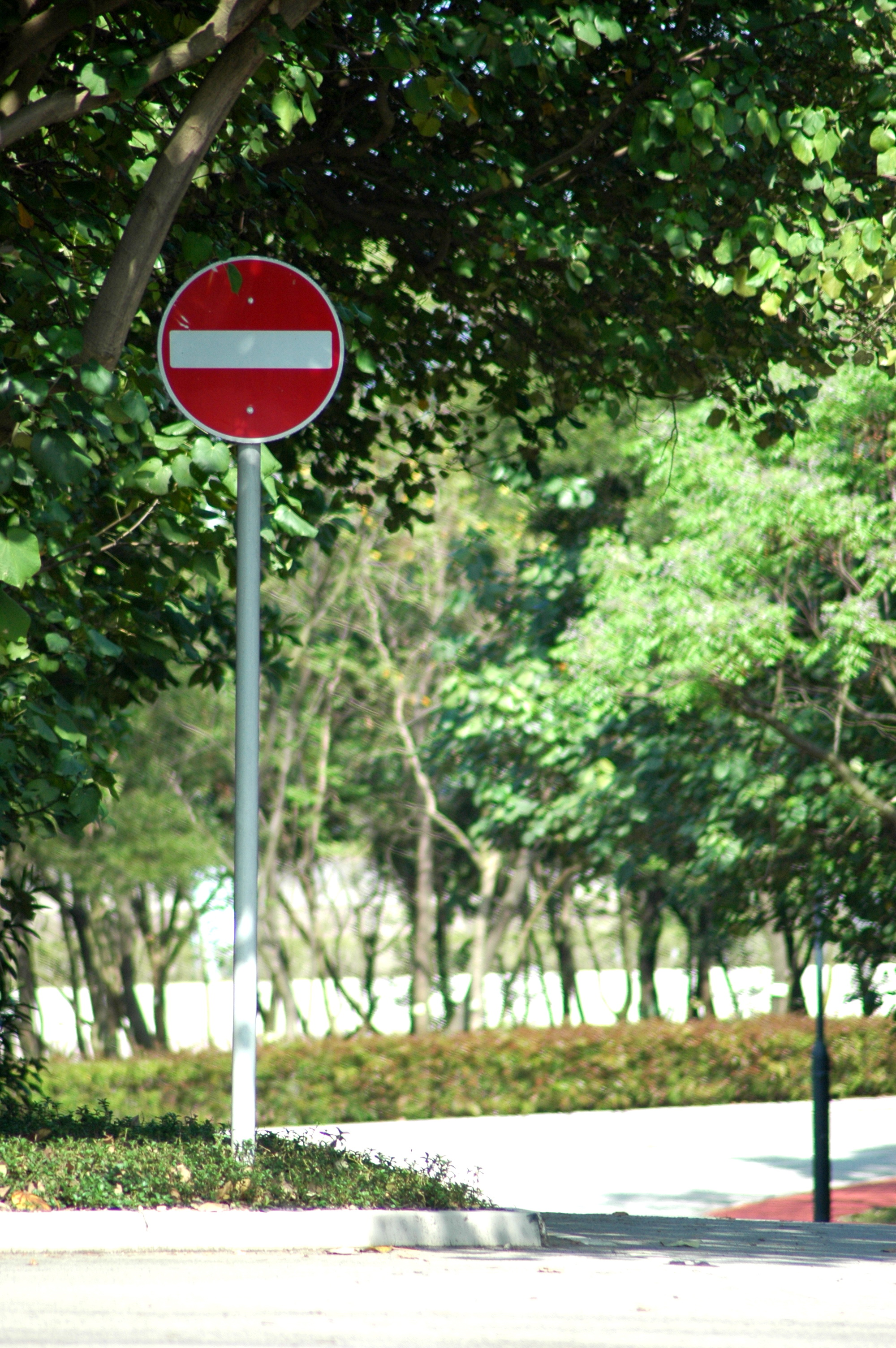
「不准駛入」的標誌
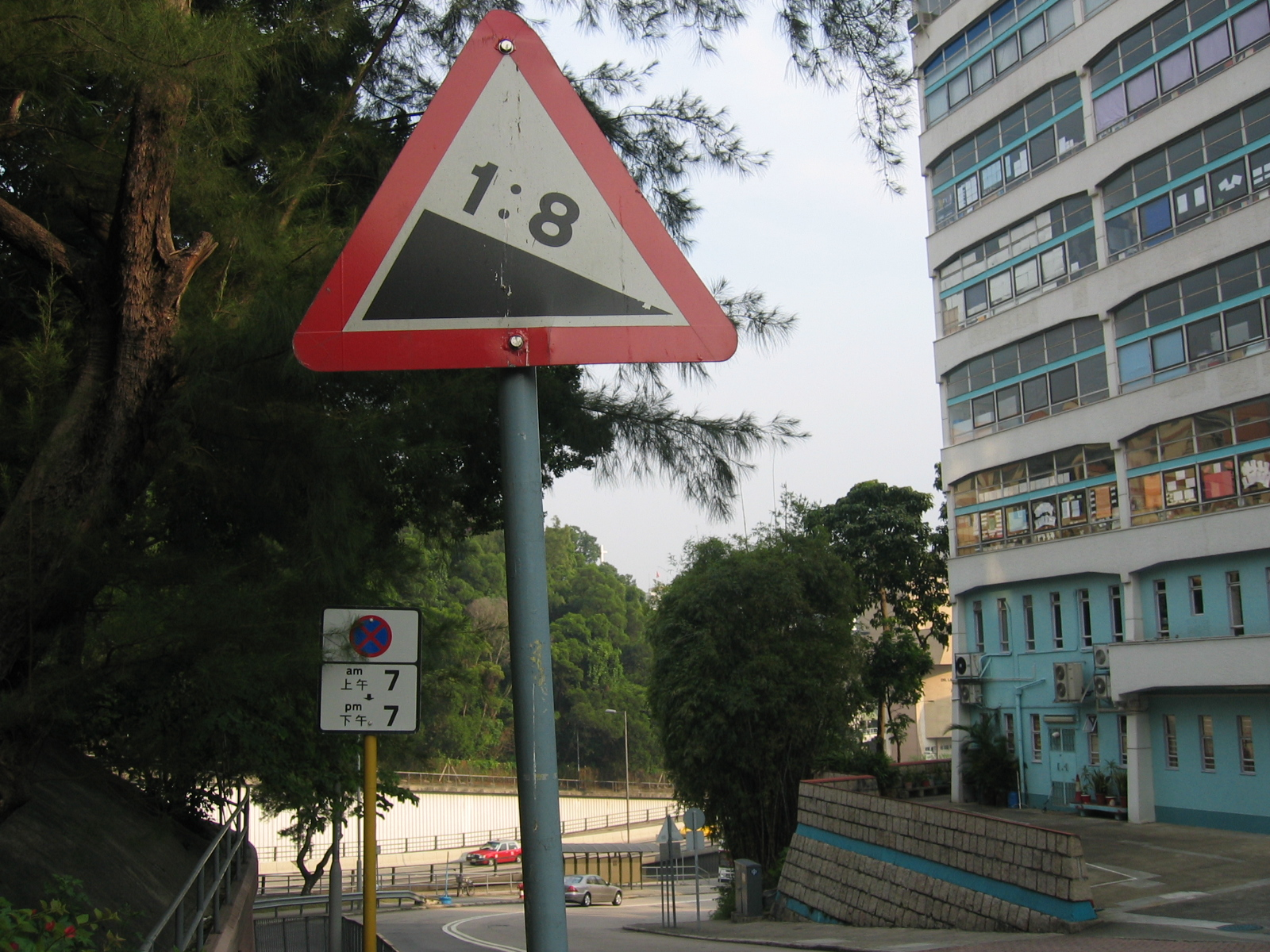
斜坡警告標誌，前面道路為1:8向下的斜坡。
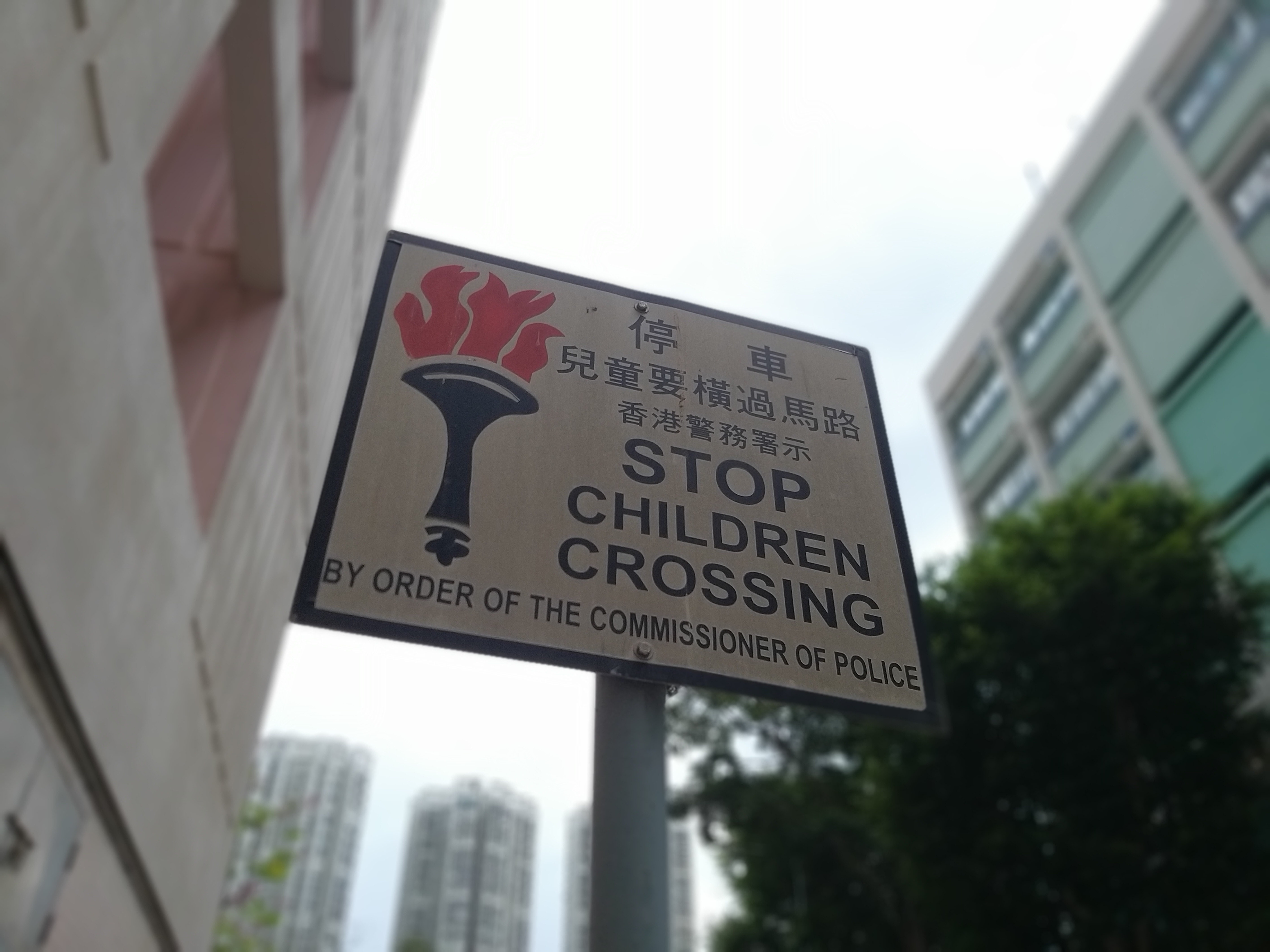
全港最後一塊舊式「兒童要橫過馬路」的路標，位於天水圍天頌苑。

### 澳門
澳門公共道路之標誌，依據1993年道路法典規章，包括警告標誌、絕對遵守標誌及訊息標誌。其中絕對遵守標誌指示禁止（禁止標誌）或應遵義務（應遵標誌）。當時澳門是葡萄牙統治區，所以標誌沿襲葡萄牙標準。1999年12月20日，澳門回歸中國，成為中華人民共和國的特別行政區後，仍沿襲葡萄牙統治時期標誌風格。直至交通事務局於2021年公布第三版的《道路交通標誌、標記及標線一般工作指引》，內部標誌式樣新增不少中國內地的形式，如行人橫道標誌。

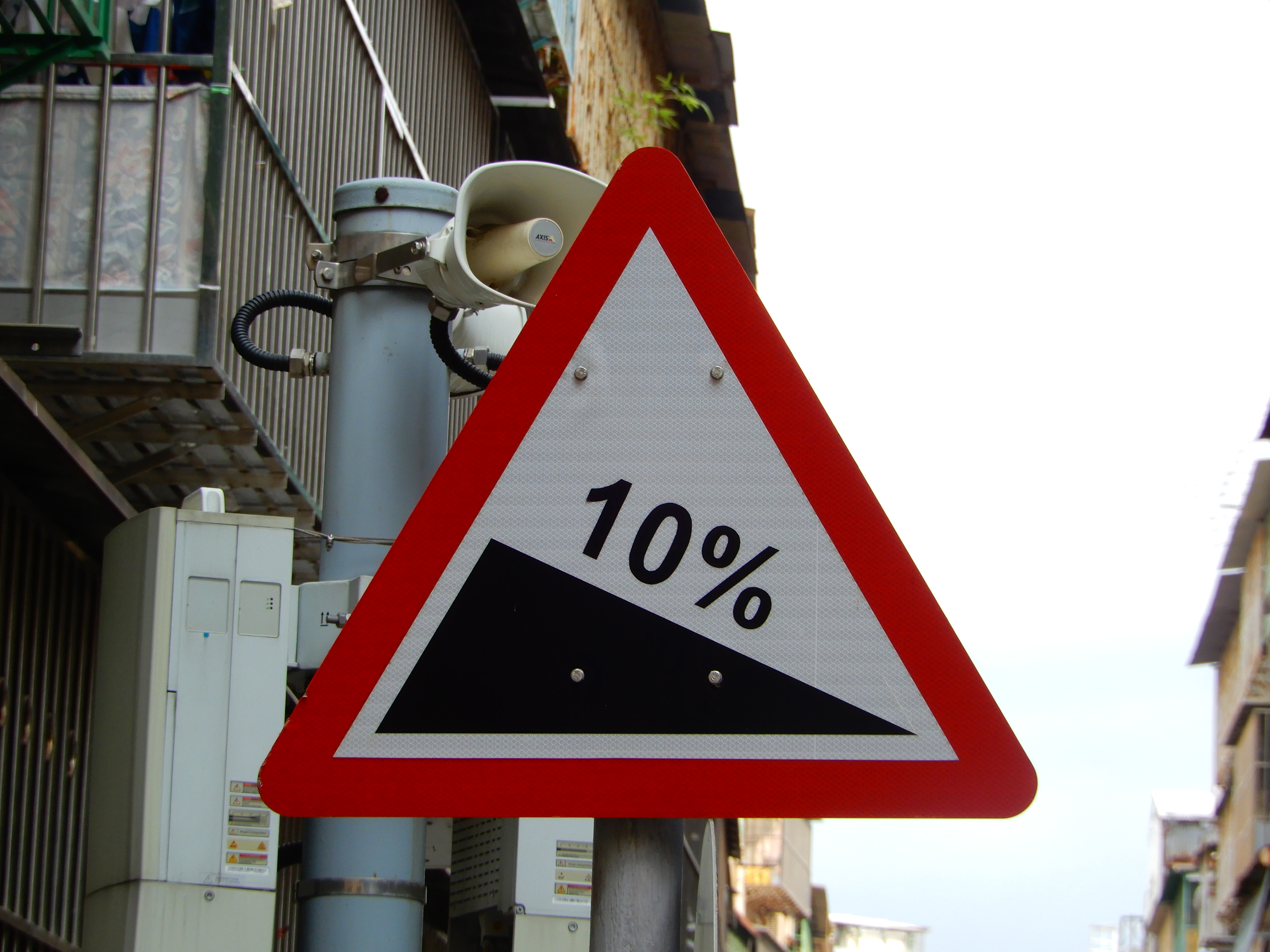
澳門的警告標誌，圖為險降坡。
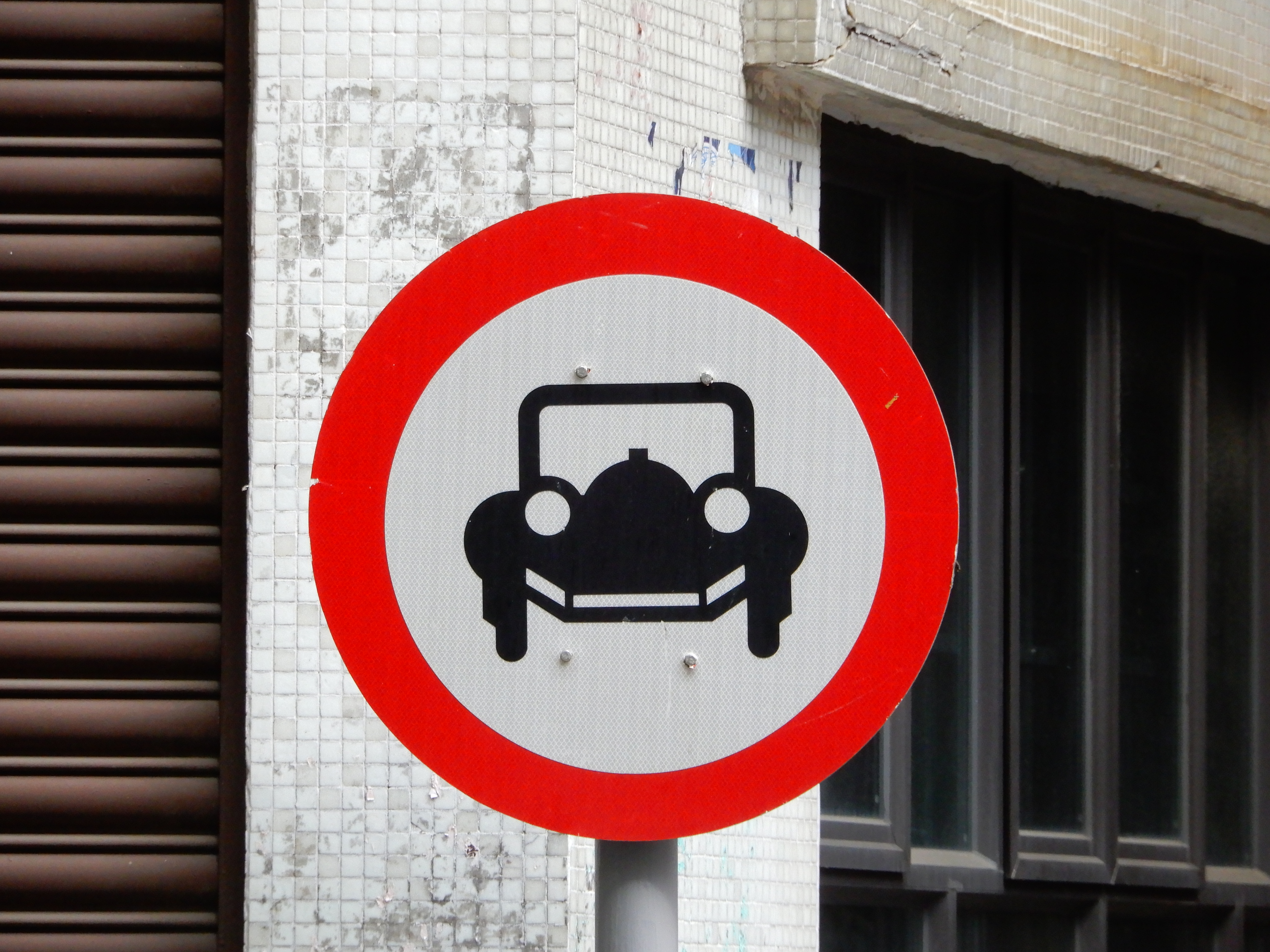
澳門的禁止標誌，當禁止單一種車輛通行時，標誌中間無紅色斜杠。
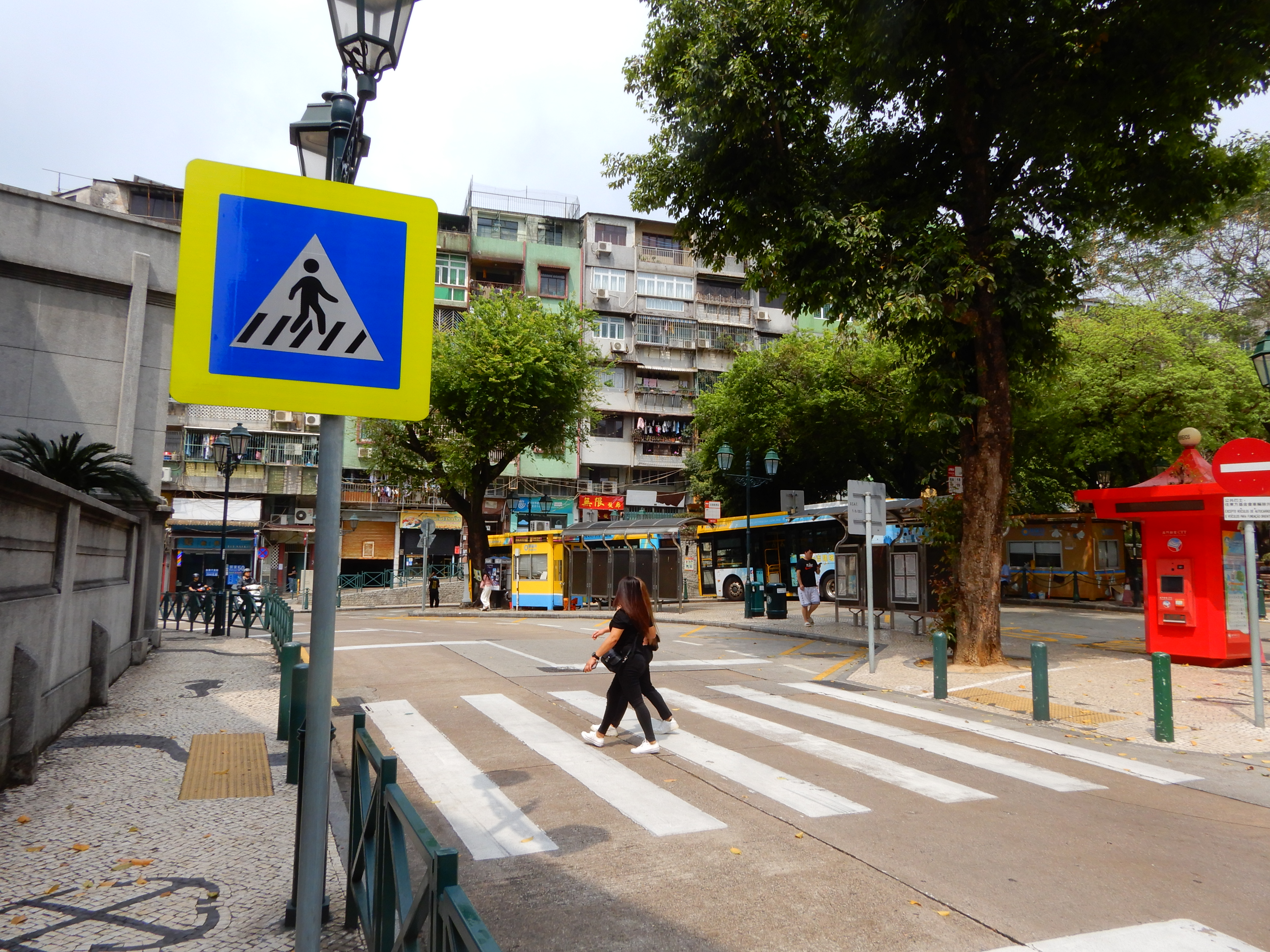
白鴿巢前地的行人穿越道，其使用中國內地樣式的標誌。
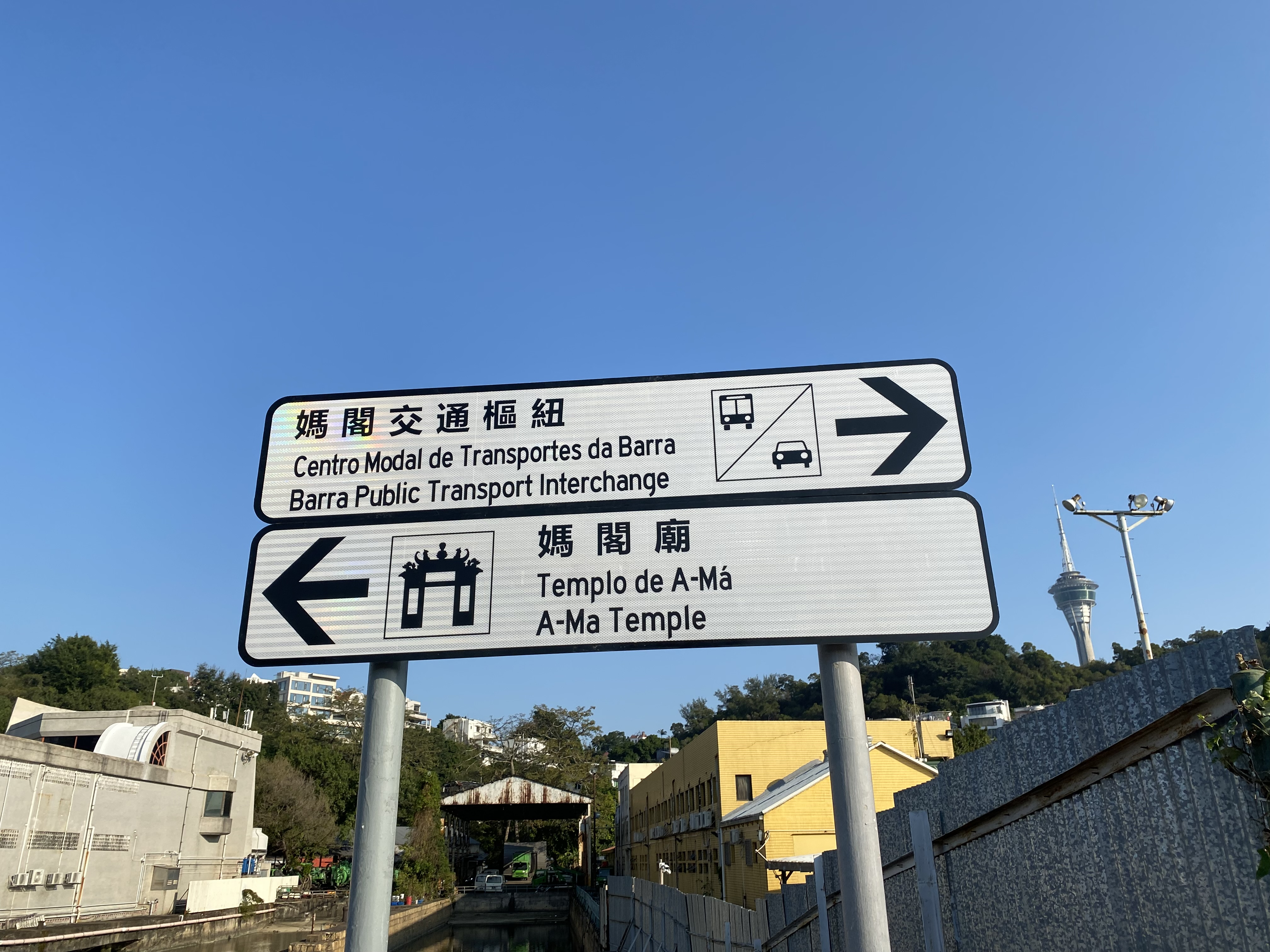
城鎮內方向箭頭。

### 中華民國

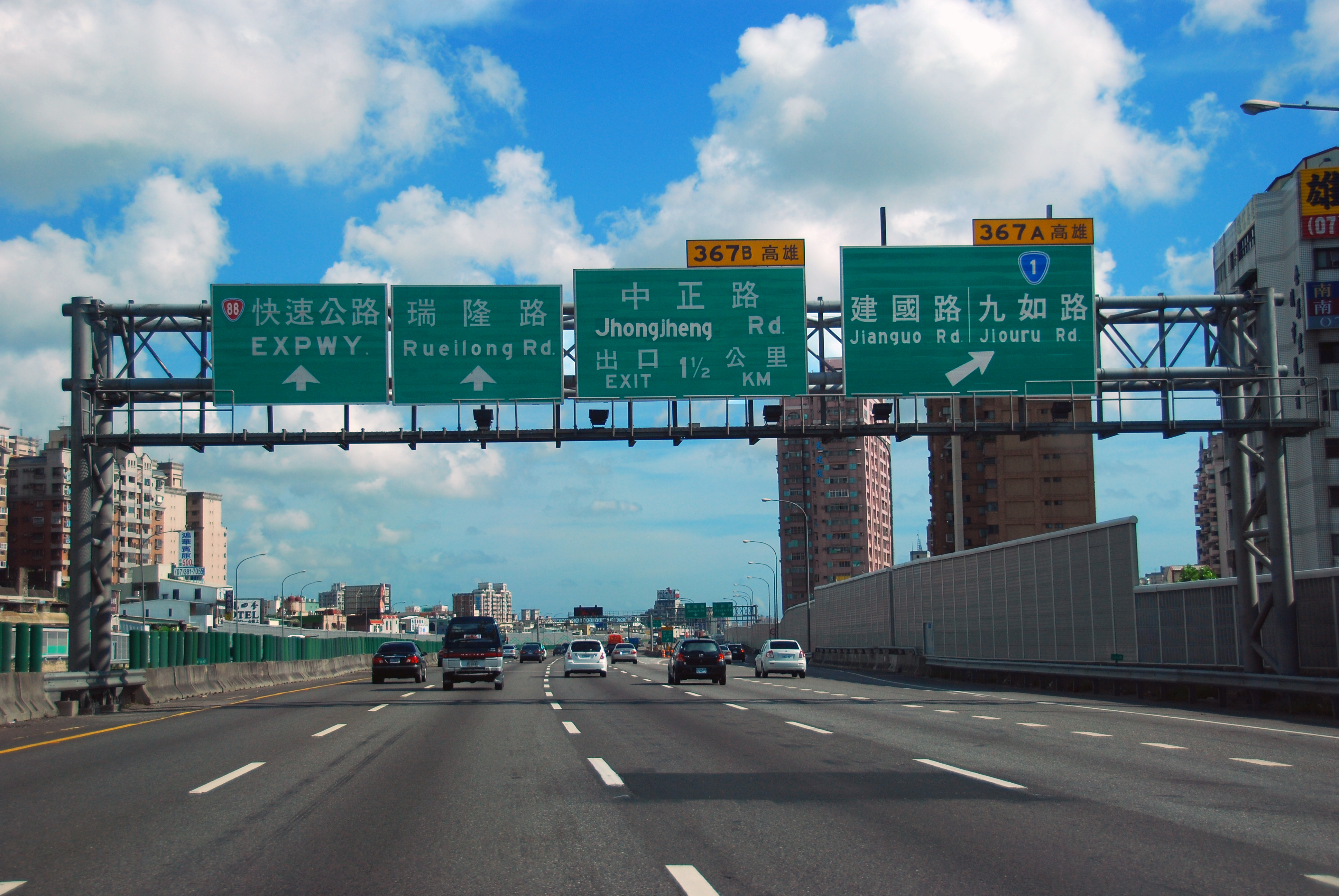
中山高速公路高雄交流道的綠色路標

台中市草悟道的棕色路標

中華民國曾經在1969年12月19日締約《1968年11月8日道路標誌與號誌公約》。中華民國在實行的道路交通標誌一般合於國際標準，其設置及使用標準依據《道路交通標誌標線號誌設置規則》的規定，其重要規則有：
第九條：標誌、標線、號誌所用顏色，依臺灣區塗料油漆工業同業公會民國七十六年審定之劃一編號為準。除黑色、白色及螢光黃綠色外，其餘各種顏色標準規定如下：
| 一、紅色 色樣第二五號   | （RGB : 153,0,0）   |
| 二、藍色 色樣第四七號   | （RGB : 0,63,127）  |
| 三、黃色 色樣第十八號   | （RGB : 255,255,0） |
| 四、綠色 色樣第六號     | （RGB : 0,127,0）   |
| 五、橙色 色樣第六四號   | （RGB : 255,191,0） |
| 六、棕色 色樣第五一號   | （RGB : 76,38,0）   |
| 七、磚紅色 色樣第二六號 | （圖檔非單一色）    |

反光材料顏色標準則依經濟部標準檢驗局中華民國國家標準CNS4345 之規定。
第十條：標誌之分類及其作用如左：（原文直寫，所以作“如左”）
- 一、警告標誌：用以促使車輛駕駛人及行人瞭解道路上之特殊狀況、提高警覺，並準備防範應變之措施。
- 二、禁制標誌：用以表示道路上之遵行、禁止、限制等特殊規定，告示車輛駕駛人及行人嚴格遵守。
- 三、指示標誌：用以指示路線、方向、里程、地名及公共設施等，以利車輛駕駛人及行人易於識別。
- 四、輔助標誌：除前述三款標誌外，用以便利行旅及促進行車安全所設立之標誌或標牌。

第十一條：標誌之顏色使用原則如左：
- 一、紅色：表示禁制或警告，用於禁制或一般警告標誌之邊線、斜線或底色及禁制性質告示牌之底色。
- 二、黃色：表示警告，用於安全方向導引標誌及警告性質告示牌之底色。
- 三、橙色：表示施工、養護或交通受阻之警告，用於施工標誌或其他輔助標誌之底色。
- 四、藍色：表示遵行或公共服務設施之指示，用於省道路線編號標誌，遵行標誌或公共服務設施指示標誌之底色或邊線及服務設施指示性質告示牌之底色。
- 五、綠色：表示地名、路線、方向及里程等之行車指示，用於一般行車指示標誌及行車指示性質告示牌之底色。
- 六、棕色：表示觀光、文化設施之指示，用於觀光地區指示標誌、自行車路線指示標誌及自行車路線編號標誌之底色。
- 七、螢光黃綠色：用於替代路線指引標誌之底色。
- 八、黑色：用於標誌之圖案或文字。
- 九、白色：用於標誌之底色、圖案或文字。

第十二條：標誌之體形分為左列各種：

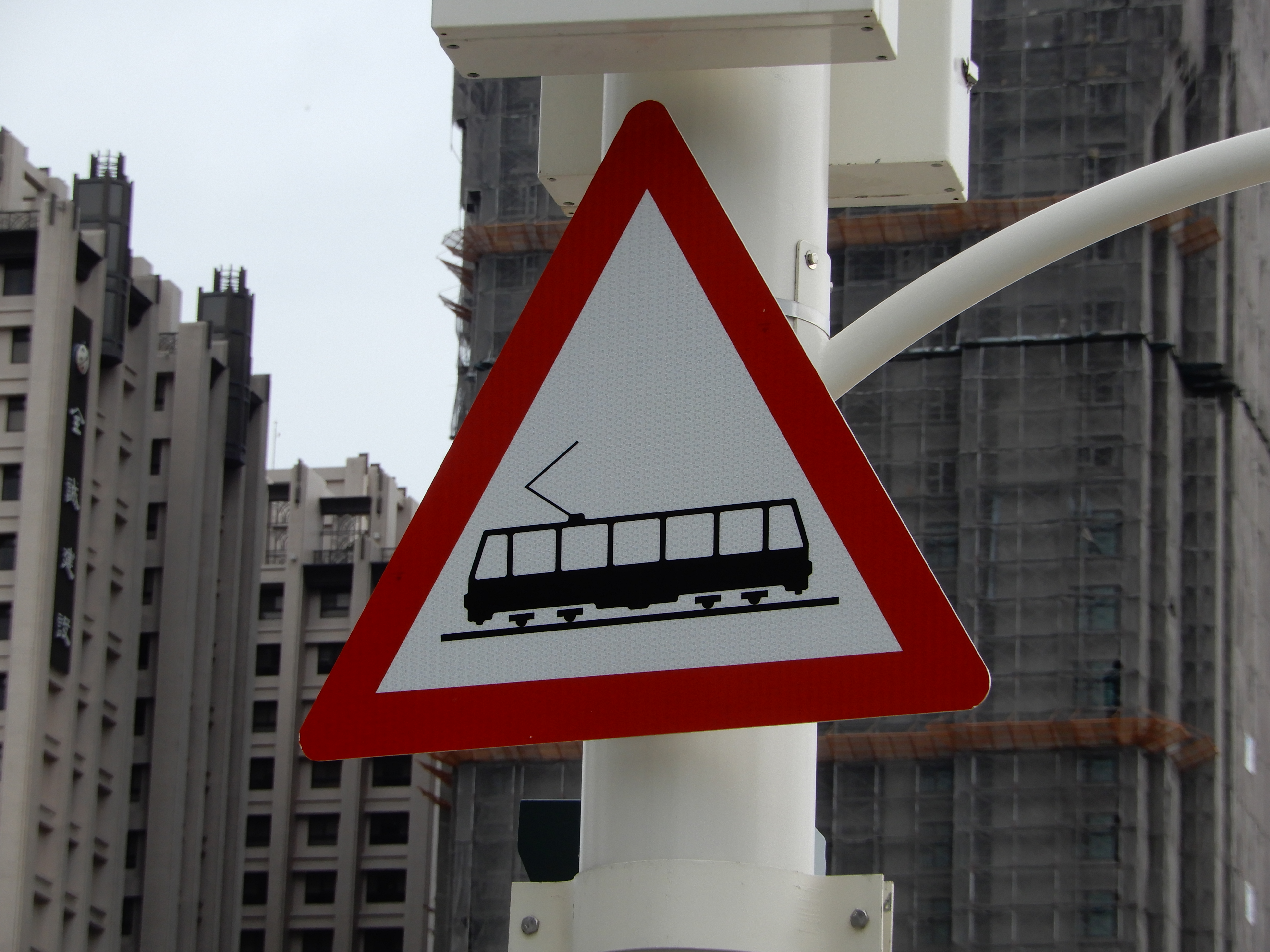
一、正等邊三角形：用於一般警告標誌。
- 二、菱形：用於一般施工標誌。
- 三、圓形：用於一般禁制標誌及指示標誌之「自行車路線編號標誌」。
- 四、倒等邊三角形：用於禁制標誌之「讓路」標誌。
- 五、八角形：用於禁制標誌之「停車再開」標誌。
- 六、交岔形：用於禁制標誌之「鐵路平交道」標誌。
- 七、方形：用於輔助標誌之「安全方向導引」標誌、禁制標誌之「車道遵行方向」、「單行道」及「車道專行車輛」標誌、一般指示標誌、輔助標誌之告示牌。
- 八、箭頭形：用於指示標誌之「方向里程」標誌。
- 九、梅花形：用於指示標誌之「國道路線編號」標誌。
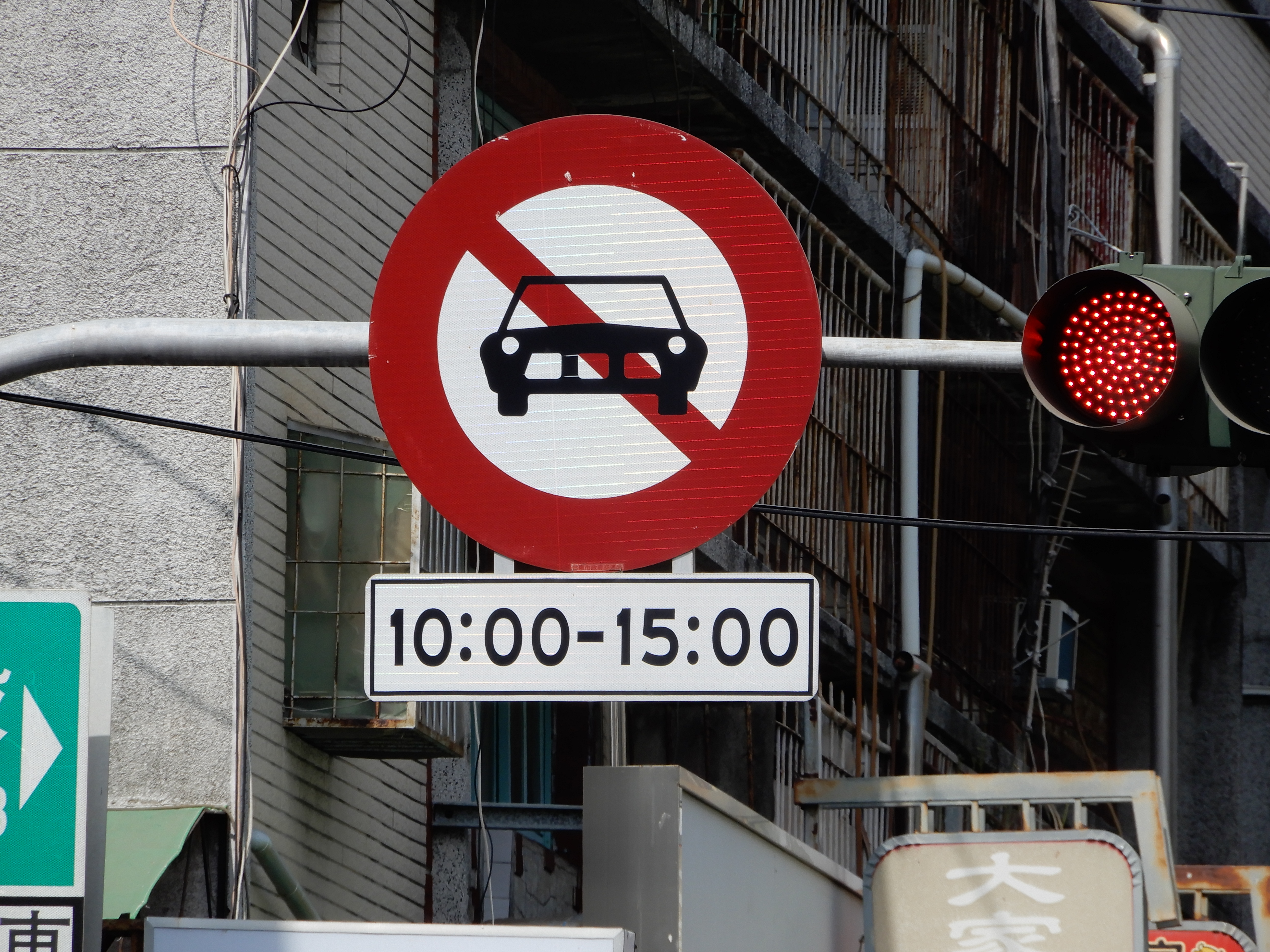
十、盾形：用於指示標誌之「省道路線編號」標誌。  - 警告標誌為白底、紅邊、黑色圖案的正三角形。
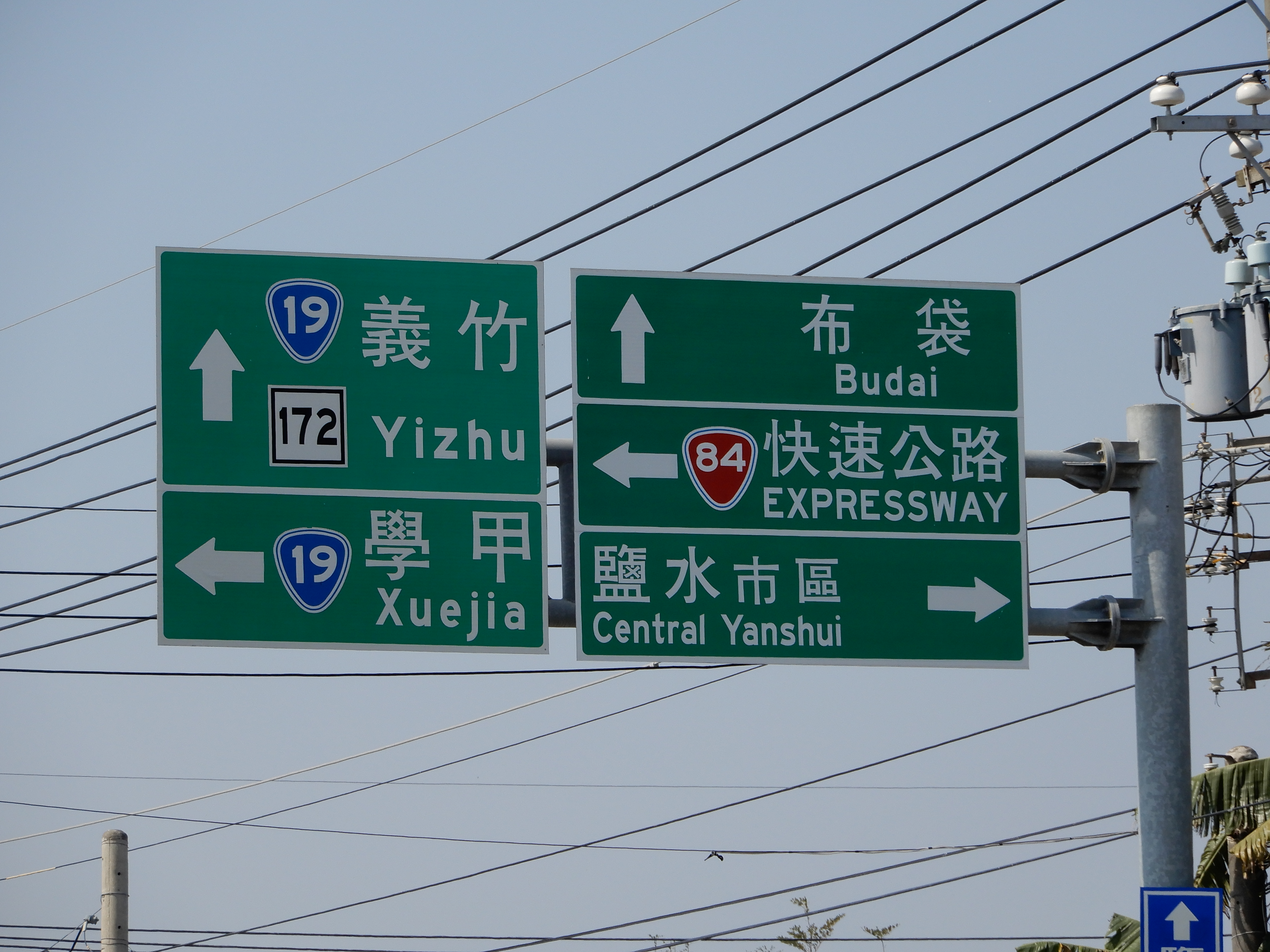
指示一般地點時以綠色標誌為主。
  - 禁止標誌為白底、紅邊、黑色圖案的圓形。
  - 指示一般地點時以綠色標誌為主。

## 外部連結
- .   [2005年2月24日]. （原始内容存档于2020年11月27日） （英语）.
- . （原始内容存档于2005-02-28） （英语）.

中國大陸
- . 北京市公安局公安交通管理局.   [2015-06-18]. （原始内容存档于2015-06-18） （中文（中国大陆））.
- .   [2005-02-24]. （原始内容存档于2020-01-29） （中文（中国大陆））.

香港
- （中文（香港））.
- （中文（简体））.
- （英语）.

澳門
- . （原始内容存档于2005-02-28） （中文（繁體））.
- . （原始内容存档于2005-02-06） （葡萄牙语）.

台灣
- （中文（臺灣））.
- （中文（臺灣））.